# La pistola de rayos
La pistola de rayos (The Zap Gun) es una novela de Philip K. Dick, publicada en 1967.

## Argumento
Lars Powderdry es el diseñador de moda armamentística del Bloque Oeste. Accede en estado de médium a diseños de armas que se aradean para convertirlas en otros objetos. Cuando unos satélites alienígenas comienzan a llevarse ciudades, le juntan con Lilo Topchev, la diseñadora del Sector Este, para encontrar un arma. Paralelamente, encuentran en Washington un anciano senil que al parecer viene del futuro y que trabajó como operario de mantenimiento de un arma de distorsión temporal que fue decisiva para expulsar a los esclavistas de Sirio. Al entrar en trance a su lado, le revela que es Vincent Klug, un juguetero que Lars conoce. Klug no puede hablar directamente debido a un principio del viaje temporal, pero hace suponer a Lars que el arma futura actualmente debía ser un prototipo de Klug. Resulta ser un castillo que aumenta la empatía, lo que hace que los esclavistas se marchen. El libro acaba con una versión modificada del juego, que hace que el jugador se identifique completamente (convierta) con la víctima, siendo distribuida entre los miembros del gobierno.